# Datte Ikitekanakucha
Singles de Natsumi Abe
22 Sai no Watashi
(2003) Koi no Telephone Goal
(2004)
 Datte Ikitekanakucha  (だって 生きてかなくちゃ) est le deuxième single (en solo) de Natsumi Abe, sorti le 2 juin 2004 au Japon sous le label hachama, écrit et produit par Tsunku. C'est le premier single de la chanteuse à sortir après son départ du groupe Morning Musume en janvier précédent. Il atteint la 7e place du classement de l'Oricon, et reste classé pendant six semaines, se vendant à 55 113 exemplaires durant cette période. Il sort aussi dans une édition limitée avec une pochette différente, ainsi qu'au format "Single V" (DVD) contenant le clip vidéo.
La chanson-titre figurera d'abord sur la compilation de fin d'année du Hello! Project Petit Best 5, puis sur le deuxième album de la chanteuse, 2nd ~Shimiwataru Omoi~ de 2006, ainsi que sur la compilation de ses singles, Abe Natsumi ~Best Selection~ de 2008. Son clip vidéo figurera aussi sur la version DVD du Petit Best 5 et sur le DVD du Best Selection.

## Liste des titres
CD
1. Datte Ikitekanakucha  (だって 生きてかなくちゃ?)
2. Koi ni Jealousy Mōshiagemasu  (恋にジェラシー申し上げます?)
3. Datte Ikitekanakucha (Instrumental) (だって 生きてかなくちゃ...?)

Single V
1. Datte Ikitekanakucha  (だって 生きてかなくちゃ?) (clip vidéo)
2. Datte Ikitekanakucha (Dance Shot Ver.) (だって 生きてかなくちゃ...?) (clip vidéo)
3. Making & Interview  (メイキング＆インタビュー?) (making of)